# Anyag (filozófia)
Az anyag filozófiai értelemben a tudatunktól függetlenül létező objektív valóságot jelölő bölcseleti kategória, a materialista filozófia alapkategóriája. A filozófiai anyagfogalom szoros összefüggésben áll, de nem azonos a fizikai anyagfogalommal. Alapkategóriaként fontos szerepe van a filozófia alapkérdésének megfelelő megfogalmazásában. A többi filozófiai fogalomhoz hasonlóan maga is változásokon ment keresztül a filozófiai gondolkodás történelmi fejlődése során.

## Etimológiája
Nyelvújítási származékszó: az anya főnévből alkották „g” képzővel, mely utóbbit az agyag szó mintájára alkották. Az új szó mintájául a latin matéria (anyag) és mater (anya) szavak szolgáltak.

## Köznyelvi jelentései
A fizikai, illetve a filozófiai értelemben alkalmazott anyagfogalmon túl a hétköznapi nyelvhasználatban számos más összefüggésben is használatos az anyag szó, mint például az alábbiak:
- Meghatározott tulajdonságokkal rendelkező szubsztancia: gyúlékony anyag
- Szubsztancia, amiből a dolog áll: valamely tárgy anyaga; egy regény irodalmi anyaga
- Ruhaanyag, textil
- Szellemi alkotás, tevékenység, tudás tárgya: elmélyül az anyagban
- Gyűjtemény tárgyainak összessége: a múzeum anyaga
- Tananyag
- Joganyag

## A filozófiai anyagfogalom fejlődése a filozófia története során

### Idealizmus
Az idealizmus valamiféle eszmét, szellemi létezőt tart elsődlegesnek, ennek rendeli alá az anyag fogalmát, mely utóbbi elvileg is, és történetileg, létrejötte szerint is másodlagos. Az idealista filozófusok szerint az anyag passzív természetű, változatlan ősanyagi, mi létrejöttét, mozgását, fejlődését az aktív szellemi elvnek köszönheti. Platón idea-tanában az érzékelhető konkrét dolgok a látszatvilághoz tartoznak.
Arisztotelész szerint a változások - nem csak az érzékszervekkel megfigyelhetőek, hanem mindenfajta változás - elképzelhetetlenek anélkül, hogy közben ne volna valami, ami megmarad - különben lehetetlen volna értelmesen megválaszolni, hogy mi az, ami valójában változik, azaz aminek a tulajdonságai megváltoznak (Metafizika 1096b). A változások lehetnek felszíniek, esetlegesek, amikor a változó dolog lényege (szubsztanciája) valójában nem szenved változást, azaz a dolog más minőségben ugyan, de ugyanaz a létező marad (pl. egy ember levágatja a haját). A változások lehetnek azonban lényegiek, szubsztanciális jellegűek is, amikor a dolog átalakul valami teljesen, lényegileg különbözővé (egy ember meghal, megszűnik élőlénynek lenni). Az utóbbi esetben a változás alapja nem lehet kizárólagosan a lényeg, a szubsztancia, hiszen önmaga is megváltozik; tehát valami másnak kell lennie, amit anyagnak nevezünk. A metafizikai értelemben vett anyag tehát válasz arra a meglehetősen természetesen adódó kérdésre, hogy "minek a változását látjuk, amikor lényegi változást érzékelünk?", s őt (az anyagot) eszerint mintegy az összes szubsztancia tulajdonságaitól megfosztott masszája, "óceánja" formájában lehet elképzelni (amennyiben egyáltalán elképzelhető), amely ilyen értelemben változatlan, bár megjelenési formái (a szubsztanciák, s ezen keresztül, ill. ezen belül a fizikai, érzékelhető tárgyak is) változandóak (amikor félig elmerülünk egy úszómedencében, talpunk talajon, testünk fele vízben, fejünk levegőben "úszik", mindegyik az anyag - meglehetősen különböző - megjelenési formája, amelyeknek jellemzője pl., hogy kiterjedésük van, kitöltik a teret stb.). Következményképp: az anyag az egyik legalapvetőbb ontológiai (lételméleti) fogalom, még a szubsztanciánál is alapvetőbb.
A középkori keresztény filozófiában, a skolasztikában, Aquinói Tamás filozófiájában az anyag messze háttérbe szorult Isten és az ideák világához képest, egyenlő volt a „majdnem semmivel” (propa nihil).

### Materializmus

#### Ókori görög filozófia
Az antik görög filozófia első iskolája, a milétoszi iskola tudósai a világ egységes magyarázatára törekvő materialisták voltak. Eleinte a közvetlen természetszemléletből indultak ki, és a létező dolgok eredetét, őselvét (arché) az anyag egy vagy több konkrét formájában keresték. Thalész a vizet tartotta ennek a végső alapnak, Anaximandrosz elvontabb végső okot keresett, amit meghatározatlannak (to apeiron) nevezett el. Anaximenész a levegőt tartotta őselemnek. Az antik materializmus Démokritosz munkásságában érte le a csúcspontját, mivel ő részletesen kidolgozott atomelméletében az absztrakciónak a korábbiaknál jóval magasabb fokán beszélt a világon létező valamennyi jelenség közös anyagi alapjáról.

#### Újkori filozófia
A természettudományok, különösen a mechanika és a fizika fejlődése a 17-18. században nagy hatással volt a filozófiai anyagfogalom alakulására is. Az új tudományos eredmények sok tudósnál mechanikus determinista világképhez, hasonló elméleti magyarázatokhoz vezettek. A mechanikus materializmus anyagfogalma absztrahálta, elvonatkoztatta a természetben felismert fizikai tulajdonságokat, és így az anyagot azonosította a tömeggel, és a térbeli kiterjedést, a test formájában megnyilvánuló létet az anyag állandó, szükséges tulajdonságának tartotta, és legkisebb, tovább már nem osztható részének az atomot nevezte meg.
A mechanikus materializmus – bár az elvontság magasabb fokán, de – fenntartotta az antik görög materialista filozófia azon eszméjét, hogy létezik a  világnak valamiféle egynemű alapegysége, amiből a konkrét tárgyak, jelenségek felépülnek. Ez a gondolat egyértelműen metafizikus, azaz nem-dialektikus jellegű volt. Az új természettudományos eredmények azonban az ilyen alapegységeket illetően sorra-rendre kétségbe vonták azok „végső építőkő” jellegét. A mechanikus materializmus másik hiányossága volt, hogy figyelmen kívül hagyta az emberi társadalmat, mint az emberi tudattól függetlenül létező realitást.
Bár a korszak francia materialistái - Holbach, Diderot - igyekeztek meghaladni a mechanikus materialista felfogást úgy, hogy meghatározása során azt szembeállították a szellemmel, az emberi tudattal („minden anyag, ami nem szellem”), de ennek a gondolatnak a teljes kifejtése a dialektikus materializmusra maradt.

#### A dialektikus és történelmi materializmus anyagfogalma
A marxizmus a társadalom sajátos anyagi létezési módjának vizsgálatával teremtette meg a korszerű anyagfogalom meghatározásának lehetőségét. Engels a fogalom korábbi fejlődéséből vonta le azt a következtetést, hogy az anyagfogalom a legmagasabb szintű filozófiai absztrakció: „Az anyag, a matéria nem más, mint az anyagok összessége, amelyből ezt a fogalmat elvonatkoztatták... az olyan szavak, mint anyag és mozgás, nem egyebek, mint rövidítések, amelyekbe sok különböző érzékileg észlelhető dolgot összefoglalunk közös tulajdonságaik szerint.”
Lenin rámutatott arra, hogy az anyagfogalom esetében nem járható az a formállogikai út, miszerint egy általánosabb fogalom, egy „legközelebbi nem”, alá rendelve lehetne azt meghatározni. Ezért a meghatározás egyetlen lehetséges útja, hogy szembeállítjuk ellentétével, az emberi szubjektummal, tudattal. Ez az ellentét azonban természetesen csakis ismeretelméleti jellegű, hiszen ontológiailag a materializmus álláspontja szerint a tudat is az anyagi világ terméke.
A fentiekből kiindulva Lenin az anyag fogalmát 1909-ben, a Materializmus és empiriokriticizmus című művében a következőképpen határozta meg: „Az anyag filozófiai kategória, amely az érzeteinkben feltáruló, érzeteinkkel lemásolt, lefényképezett, visszatükrözött, érzeteinktől függetlenül létező objektív valóság megjelölésére szolgál.”

### 20. és 21. század

#### A relativitáselmélet anyagfogalmának filozófiai interpretációi
Albert Einstein a speciális relativitáselmélet kidolgozásával, az ismert egyenlet (E = mc² (energia = tömeg · fénysebesség²) felállításával számos filozófus számára új kérdéseket vetett fel. Ők ugyanis, a dialektikus materializmus anyagfogalmától eltérően, az anyagot azonosították a tömeggel, ezért számukra ez az egyenlet azt jelentette, hogy az anyag „eltűnhet”, azaz energiává alakulhat.